# 张秉壶
張秉壺（1507年—？），字國鎮，號八峰，福建興化府莆田縣人，明朝政治人物。

## 生平
嘉靖四年（1525年）乙酉科福建鄉試第十四名舉人，十七年（1538年）中式戊戌科會試第二百十名，三甲第一百二十名進士。授上海縣知縣，二十二年（1543年）升戶科給事中，二十七年（1548年）升刑科右給事中，二十九年（1550年）升吏科都給事中，三十年（1551年）六月升南京尚寶司卿，三十四年（1555年）二月改北京尚寶司卿，同年升太僕寺少卿，三十五年（1556年）三月考察閒住。